# Sára Kousková
Sára Kousková (* 2. července 1999 Karlovy Vary) je česká profesionální golfistka, která trvale žije v Praze. Jejím partnerem, caddiem a manažerem je český olympijský rozhodčí pozemního hokeje Jakub Mejzlík, hlavním trenérem pak Pavel Nič, jr.
Svou premiérovou profesionální sezónu zakončila na okruhu LET Access Series, jako první česká golfistka v historii, vítězstvím v celoročním žebříčku Order of Merit 2022.

## Profesionální kariéra
LET Access Series
Do května 2022 startovala na profesionálních turnajích se statutem amatérské hráčky, tzn. nemohla přijímat prize money. Přechod k profesionálkám oznámila 29. května 2022, kdy úspěšně zakončila studium oboru umění na Texaské univerzitě v Austinu.
Ve svém prvním turnaji v roli profesionálky obsadila na domovském hřišti na Zbraslavi při Amundi Czech Ladies Challenge druhé místo za vítěznou Němkou Chiarou Nojou.
Své zatím nejlepší umístění na okruhu Ladies European Tour si připsala v červnu 2022, kdy skončila v Berouně na Tipsport Czech Ladies Open na třináctém místě. O týden později pak startovala na turnaji Amundi German Masters, kde obsadila 22. místo.
Svou první profesionální výhru si připsala 23. července 2022 při svém pátém profesionálním startu na Santander Golf Tour Malaga, kdy za sebou o ránu nechala Italku Virginii Elenu Carta. Druhou výhru ve své premiérové profesionální sezóně zapsala 2. září při Elite Hotels Open v Jonkopingu, třetí poté hned na dalším turnaji série LET Access Series ve Švýcarsku na ASGI Lavaux Ladies Open. 
Svou premiérovou profesionální sezónu na okruhu LET Access Series zakončila vítězstvím v celoročním žebříčku Order of Merit této soutěže, stejně tak ziskem titulu Rookie of the Year (nováček roku). Z deseti turnajových startů na LETAS v roce 2022 vždy prošla cutem a připsala si z nich mj. 3 vítězství, 2 druhá místa, třetí, čtvrté a sedmé místo. Zároveň se stala držitelkou největšího počtu vítězství na LETAS celkem (4 vítězství), zároveň i v průběhu jednoho ročníku (3 vítězství). Historický výsledek pro český golf znamenal pro Kouskovou také zisk karty na Ladies European Tour 2023.

## Univerzitní kariéra
Jako členka Texaské univerzity vyhrála v roce 2021 univerzitní turnaj divize NCAA Arizona Wildcat Invitational. Společně s ženským týmem Texas Longhorns ovládla v letech 2018–2022 celkem 9 univerzitních turnajů divize NCAA. V prosinci 2021 figurovala na 5. místě amerického univerzitního žebříčku Golfweek / Sagarin, sledujícího výkonnost všech hráček v univerzitním programu NCAA.
V roce 2021 obdržela WAGC Edith Cummings Munson Award za vynikající studijní a sportovní výsledky, která se uděluje jediné golfistce za uplynulý rok napříč všemi universitami v USA.

## Amatérská kariéra
V červnu 2021 se stala první českou vítězkou turnaje druhé nejvyšší evropské profesionální soutěže LETAS, jenž se konal v golfovém resortu Konopiště. V prosinci 2021 obsadila šesté místo na kvalifikační škole Ladies European Tour ve španělském letovisku La Manga. Dosáhla tak nejlepší české umístění, když překonala 9. místo Kláry Spilkové a jako jediná Češka si zajistila plnou hrací kartu na Ladies European Tour, nejvyšší profesionální evropskou soutěž.
Na amatérském světovém žebříčku WAGR byla k lednu 2022 klasifikována na 29. místě. V lednu 2022 získala jako první Češka nominaci na turnaj Augusta National Women's Amateur v georgijské Augustě, na němž startuje třicet nejlépe umístěných amatérských golfistek světa mimo USA.
K roku 2021 byla pětinásobnou nejlepší amatérskou golfistkou České republiky, ať už v anketě ČGF nebo Golfista roku. Opakovaně vyhrála amatérské mistrovství České republiky, Slovenska a Rakouska. Na Mistrovství Evropy žen zaznamenala nejlepší český výsledek, 8. místo (individuálně - 2018, 2020) a 5. místo (týmově - 2021).[zdroj⁠?!]

## Profesionální vítězství (6)

### Ladies European Tour wins (2)
| No. | Date            | Tournament            | Winning score   | To par | Margin of victory | Runner-up   |
| --- | --------------- | --------------------- | --------------- | ------ | ----------------- | ----------- |
| 1   | 24. května 2025 | Jabra Ladies Open     | 66-70-67=203    | −10    | 2 strokes         | Shannon Tan |
| 2   | 8. června 2025  | Tenerife Women's Open | 71-68-69-71=279 | −9     | 1 stroke          | Helen Briem |

### LET Access Series (4)
| Č. | Datum             | Turnaj                                        | Vítězné skóre | K paru | Vítězný rozdíl | Druhé místo             |
| -- | ----------------- | --------------------------------------------- | ------------- | ------ | -------------- | ----------------------- |
| 1. | 5. června 2021    | Amundi Czech Ladies Challenge (jako amatérka) | 64-67-71=202  | −14    | 8 úderů        | Nina Pegovová           |
| 2. | 23. července 2022 | Santander Golf Tour Málaga                    | 74-70-67=211  | −5     | 1 úder         | Virginia Elena Cartaová |
| 3. | 2. září 2022      | Elite Hotels Open                             | 65-67-66=198  | −12    | 3 údery        | Vanessa Knechtová (a)   |
| 4. | 16. září 2022     | ASGI Lavaux Ladies Open                       | 70-67-67=204  | −12    | 4 údery        | Helen Briemová (a)      |